# Park Narodowy Desierto del Carmen
Park Narodowy Desierto del Carmen (hiszp. Parque nacional Desierto del Carmen) – park narodowy w Meksyku, w stanie Meksyk. Został utworzony 10 października 1942 roku i zajmuje obszar 5,29 km².

## Opis
Park obejmuje fragment łańcucha górskiego Kordyliera Wulkaniczna w pobliżu miasta Tenancingo de Degollado. Najwyższym szczytem jest Cerro del Carmen (2396 m n.p.m.). Park wziął swoją nazwę od znajdującego się tu klasztoru Santo Desierto del Carmen, zbudowanego przez karmelitów bosych w XVIII wieku. 

## Szata roślinna i fauna
Prawie cały obszar parku pokrywają lasy, głównie sosnowe i dębowe. Rosną tu m.in.: Cornus disciflora, Arbutus xalapensis, Quercus candicans, Quercus lauryna i Pinus pseudostrobus.
Ssaki tu żyjące to m.in.: urocjon wirginijski, kojot preriowy, mulak białoogonowy, pekariowiec obrożny, szopik pręgoogonowy, susłouch skalny,  skrytouszka górska, wiewiórka smugowana i myszak leśny.
Ptaki występujące w parku to m.in.: orzeł przedni, sokół wędrowny, puszczyk plamisty, modrosójka czarnogłowa, dzięciur żołędziowy, pąsówka białoucha, trogon górski, myszołów szerokoskrzydły, szafirczyk białouchy, jedwabniczka szara i klarnetnik brązowoskrzydły.
Gady i płazy tu żyjące to zagrożony wyginięciem (EN) Ambystoma altamirani, a także m.in.: Pituophis deppei, grzechotnik górski, Sceloporus torquatus i Incilius occidentalis.